# Batalla de Tatsinskaya
La batalla de Tatsinskaya fue una incursión ejecutada durante la Segunda Guerra Mundial por el 24.º Cuerpo de Tanques del Ejército Rojo, dirigido por el mayor general Vasili Badanov a finales de diciembre de 1942, en las fases finales de la batalla de Stalingrado. Este ataque soviético tenía como finalidad tomar por asalto el aeródromo instalado por la Luftwaffe alemana en la localidad de Tatsinskaya, unos treinta y cinco kilómetros al este de la actual localidad de Bélaya Kalitva (en el Óblast de Rostov, al sur de Rusia).

## Antecedentes
El aeródromo de Tatsinskaya era una importante base logística para la Wehrmacht, pues los aviones que partían de allí estaban encargados del puente aéreo destinado a sostener la resistencia del Sexto Ejército Alemán atrapado en Stalingrado. Ante el fracaso de la Operación Wintergewitter, la Luftwaffe alemana continuaba con el puente aéreo suministrando armas, municiones, combustible y alimentos a las tropas de Stalingrado. Para la Stavka soviética, la anulación de este aeródoromo era de gran importancia, pese a que Tatsinskaya se encontraba a casi 110 kilómetros de las líneas más cercanas del Ejército Rojo.
El 24.º Cuerpo de Tanques pertenecía al 3.º Ejército de Guardias al mando del teniente general Dmitri Leliushenko y a su vez esta fuerza dependía del Frente del Suroeste liderado por el general Nikolái Vatutín. En el marco de la Operación Saturno, la Stavka había determinado cortar no sólo los intentos alemanes de socorrer al kessel de Stalingrado sino también eliminar todas las posiciones que servían para mantener los suministros al kessel, penetrando en las líneas alemanas y aprovechar al máximo la debilidad de estas. 
Ansioso de impedir todo intento de la Wehrmacht por romper el cerco soviético sobre Stalingrado, Vatutin había ordenado a otros dos Cuerpos de Tanques (el 17.º y el 25.º) atacar a las fuerzas italianas y alemanas desplegadas en los flancos de la principal fuerza de socorro alemana. Cumplida esta misión el 16 de diciembre de 1942, Vatutin ordenó al general Vasili Badanov lanzar al 24.º Cuerpo de Tanques hacia la localidad de Tatsinskaia, aprovechando el hueco dejado en las líneas de la Wehrmacht, fijando el inicio del avance para el 17 de diciembre a las 11:30 horas.

## Orden de batalla

### Ejército Rojo
24.° Cuerpo de Tanques; comandanteː mayor general de blindados Vasili M. Badanov
- 4.º Brigada de Tanques de la Guardia; comandanteː Coronel G.I. Kolypov
- 54.º Brigada de Tanques; comandanteː coronel V.M. Polyakov
- 130.º Brigada de Tanques; comandanteː coronel S.K. Nesterov
- 24.° Brigada de Fusileros Motorizados; comandanteː coronel V.S. Savchenko
  - 13.º Compañía de Ingenieros.
  - 158.º Base de reparación móvil.

Refuerzos adjuntos al cuerpo para la incursión:    
- 658.º Regimiento de Artillería Antiaérea
- 413 ° Batallón de Morteros de Guardias (MLRS)

El apoyo aéreo fue proporcionado por el 3.er Cuerpo Aéreo Compuesto del 17.º Ejército Aéreo, a través de un oficial de enlace aéreo que viajaba con el cuartel general del 24.º Cuerpo de Tanques.

### Wehrmacht
XLVIII Cuerpo Panzer; comandanteː General der Panzertruppe Otto von Knobelsdorff
- 11.° División Panzer; comandanteː General der Panzertruppe Hermann Balck
- 6.º División Panzer; comandanteː Generaloberst Erhard Raus
- 306.° División de Infantería, comandante Gerhard Matthias

## Desarrollo de las operaciones

### Incursión soviética
Las fuerzas del 24.º Cuerpo de Tanques se lanzaron hacia su objetivo luchando para avanzar lo antes posible pese al mal clima invernal, protegiéndose de patrullas alemanas mediante sus unidades de fusileros, e impidiendo así que el enemigo tuviera noticia alguna de su llegada, contando con el elemento sorpresa. La extenuación de las fuerzas soviéticas pocos días después era evidente al haberse lanzado a la lucha recorriendo una gran distancia desde sus bases de aprovisionamiento. 
En la tarde del 23 de diciembre las tropas soviéticas del 24.º Cuerpo de Tanques alcanzaron Skassirskaia, justo al norte de Tatsinskaya, la principal base de Junkers Ju 52 de Stalingrado. El general Martin Fiebig, al mando de la base aérea, había recibido la orden del Alto mando alemán de que sus aviones no abandonaran el aeródromo hasta que no lo alcanzara el fuego de artillería.
A las 5:20h comenzó el ataque soviético, por tres puntos diferentes, y sin esperar a la 24.ª Brigada Motorizada de Fusileros para no perder el elemento sorpresa, a pesar de que Badanov arriesgaba mucho al lanzar tropas casi exhaustas hacia el aeródromo. La audacia de Badanov tuvo éxito pues sorprendió a la pequeña guarnición de la Luftwaffe que se encontraba allí con algunos soldados de la 306.° División de Infantería de la Wehrmacht.

### Evacuación caótica de Tatsinskaia

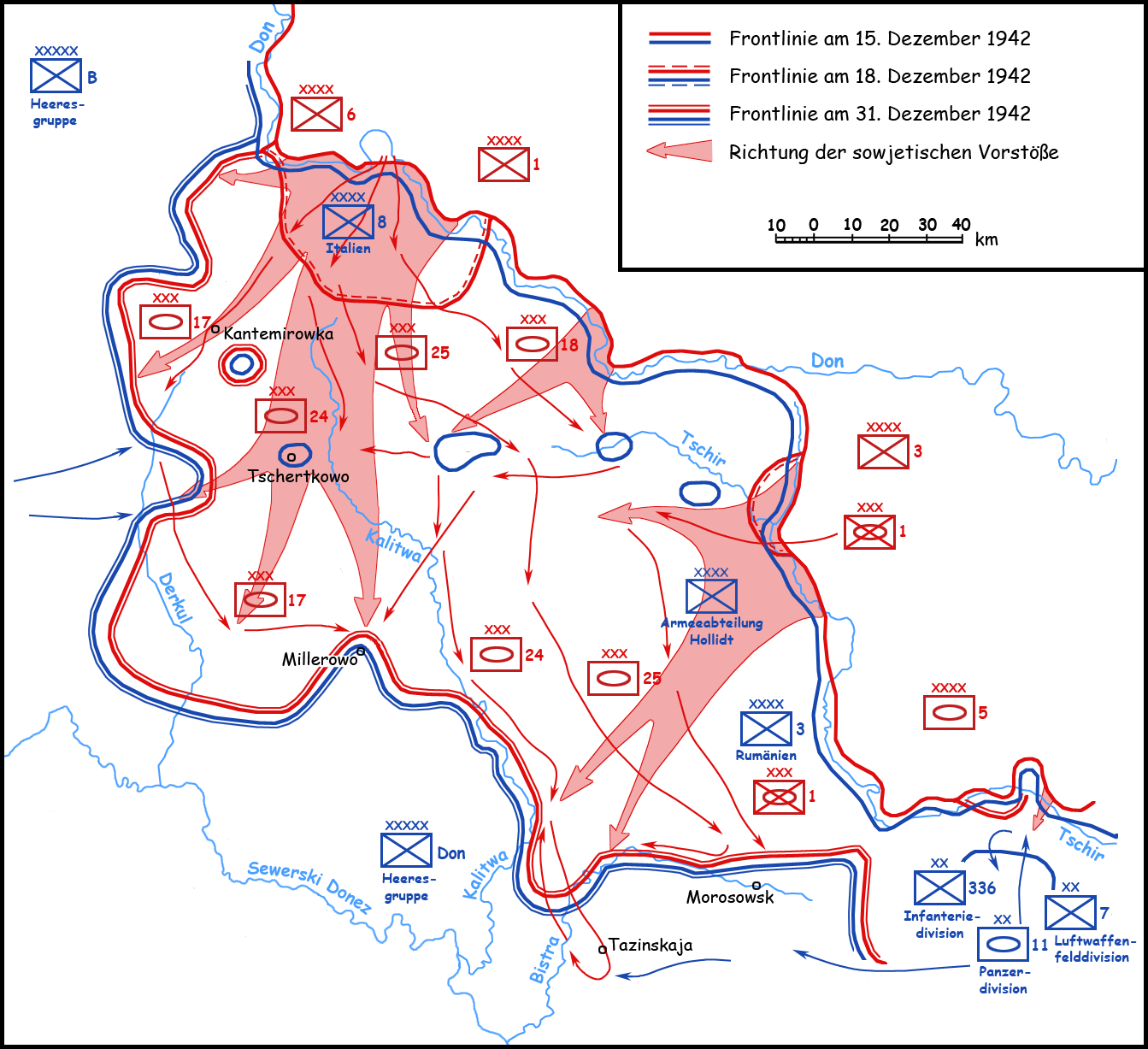
Detalle del avance soviético durante la Operación pequeño saturno

Los tanques soviéticos empezaron el ataque a las 5:20h del día 24 de diciembre y en pocos minutos las tropas alemanas se vieron imposibilitadas de rechazar el avance soviético al tener también el objetivo de defender los aviones de transporte de la Luftwaffe (principalmente los Junkers Ju 52 y los Junkers Ju 86) estacionados allí. Los tanquistas soviéticos lograron destruir la mayor parte de la resistencia alemana, y al faltarles munición embistieron los aviones alemanes con sus cañones, asegurando su destrucción. Tanquistas y fusileros soviéticos se lanzaron hacia el aeródromo, luchando contra aviadores de la Luftwaffe que trataban de proteger sus aparatos ante el ataque soviético, tan violento como sorpresivo.
En medio del caos de la lucha, los jefes de la Luftwaffe en el aeródromo, liderados por el General der Flieger Martin Fiebig, dieron orden de despegar todos los aviones rumbo a Novocherkask, más al oeste, pues tras media hora de lucha se había tornado imposible defender el aeródromo durante más tiempo. No obstante, durante el combate se perdieron numerosos aviones que estaban sin combustible o tripulantes que pudieran salvarlos, degenerando la evacuación en una fuga anárquica donde las explosiones de depósitos de combustible se confundían con el cañoneo de los tanques y el ruido de motores de los aviones, algunos de los cuales chocaban entre sí en medio del desorden. Los pilotos alemanes realizaban enormes esfuerzos para despegar sus aparatos, cargando soldados y suministros, en medio de una espesa niebla y bajo el salvaje fuego de los tanques soviéticos, tratando a la vez de no colisionar y de salvar el cada vez mayor número de aviones destruidos que jalonaban las pistas de aterrizaje. Un tanque ruso incluso chocó contra un Junkers Ju 52 que avanzaba por la pista dispuesto a despegar, destruyendo ambos vehículos. El propio general Fiebig huyó apresuradamente con su estado mayor a las 6:15h en el último avión disponible, mientras las instalaciones del aeródromo eran destrozadas por el ataque soviético.
El 24.º Cuerpo de Tanques reclamó la destrucción de más de 300 aviones en el aeródromo, mientras que las estimaciones alemanas apuntan a que fueron 72 aviones los realmente destruidos, o casi el 10% de la capacidad de transporte de la Luftwaffe. Las defensas del aeródromo fueron rápidamente superadas y, aunque unos 108 aviones de transporte Junkers Ju 52 y 16 Junkers Ju 86 lograron escapar, las pérdidas alemanas fueron considerables. Varios aviones fueron destruidos cuando aún se encontraban en los vagones de ferrocarril en los que habían llegado desmontados. Sin embargo, una vez que el aeródromo fue tomado, el 24.º Cuerpo de Tanques fue cercado y se encontró sin suministros muy en el interior de las líneas alemanas.
Zhúkov afirmó en sus memorias que el cuerpo «capturó un tren lleno de aviones desmontados» y «aplastó» 200 aviones de transporte alemanes «listos para despegar». Luego, «durante cinco días enteros, el cuerpo blindado mantuvo la Base de Tatsinskaya, oponiendo una feroz resistencia a las reservas enemigas».

### Respuesta alemana
El 25 de diciembre el general Badanov planificó la retirada, al advertir que fuerzas alemanas de la 11.ª División Panzer y de la 6.ª División Panzer se acercaban desde el flanco norte para cercar sus posiciones, lo cual era facilitado por hallarse ahora a casi 100 kilómetros de las líneas del Ejército Rojo. Las fuerzas de tanques y fusileros soviéticos intentaron mantener el control sobre el territorio conquistado, pero el total aislamiento hacía muy difícil sostener posiciones por mucho tiempo, arriesgándose a una aniquilación del 24.º Cuerpo de Tanques.
La mayor parte de los tanques del 24.º Cuerpo se perdieron en las luchas por la evacuación, aunque lograron ser ayudados por la 24.ª Brigada Motorizada de Fusileros, las tropas de refuerzo enviadas por el 3er Ejército de Guardias del teniente general Dimitri Leliushenko, mientras el general Nikolái Vatutin autorizó la retirada a Badanov. Ciertamente la retirada soviética ayudaba a que las fuerzas alemanas taparan la brecha conseguida por el 24.º Cuerpo de Tanques pero finalmente, el 28 de diciembre los soviéticos lograron huir del aeródromo que habían tomado y volvieron a sus posiciones iniciales.

## Consecuencias
Las fuerzas alemanas habían repelido un avance soviético en simultáneo hacia el aeródromo secundario de Morosovskaya, pero la toma del aeródromo de Tatsinskaya supuso un duro golpe para el aprovisionamiento de la guarnición alemana de Stalingrado, pues en dichas instalaciones se situaba la mayoría de aviones destinados al puente aéreo. Además, el audaz ataque soviético a Tatsinskaya había probado que la vecina localidad de Morosovskaya tampoco era un lugar seguro para los aviones.
Días después los alemanes utilizaron un nuevo aeródromo reformado a toda prisa en Salsk (al sureste de Rostov) para continuar con el puente aéreo junto a los 124 aviones alemanes Junkers Ju 52 y Junkers Ju 86 que lograron huir de Tatsinskaya. El aeródromo de Tatsinkaya estaba a unos 210 kilómetros de Stalingrado, lo cual ya hacía muy difícil los vuelos en medio de un clima invernal y con el riesgo añadido de la artillería antiaérea soviética, pero la evacuación a Salsk alargaba la distancia del puente aéreo a 320 kilómetros, con el consiguiente incremento de dificultades y peligros para los aviones de la Luftwaffe.
La incursión de Badanov, obligó a Erich von Manstein, a la sazón comandante del recién creado Grupo de Ejércitos Don, a mantener el XXXXVIII Cuerpo Panzer a la defensiva, lo que impedía que pudiera usarlo en el intento de liberar a las tropas sitiadas en Stalingrado (véase Operación Wintergewitter), además tuvo que retirar la 6.º División Panzer del LVII Cuerpo Panzer lo que facilitó su posterior derrota ante el 2.º Ejército de la Guardia. Aparte de la enorme pérdida de aviones, los alemanes sufrieron más de 16.000 bajas y perdieron 84 tanques y cañones de asalto y 106 cañones.

## Reconocimiento
La Stavka se apresuró a reconocer el logro excepcional del 24.º Cuerpo de Tanques. El mayor general Badanov se convirtió en el primer destinatario de la recién creada Orden de Suvórov, de 2.ª clase, para esta operación, a partir de julio de 1943 pasó a comandar el 4.º Ejército de Tanques, que dirigió en la Operación Kutuzov en julio de 1943. A partir de 1944, comandó la Escuela Blindada del Ejército Rojo y fue ascendido al rango de teniente general.
Después de la incursión, el 24.° Cuerpo de Tanques pasó a llamarse 2.º Cuerpo de Tanques de la Guardia y recibió el título honorífico de Tatsinskaya en honor a su logro. Más tarde jugó un papel fundamental en la Batalla de Projorovka, así como en muchas otras operaciones importantes durante el resto de la guerra.
El capitán Nechaev, comandante de los últimos tanques del cuerpo de tanques, fue nombrado Héroe póstumo de la Unión Soviética por sus heroicas acciones durante la batalla.